# Prospect (Zeitschrift)
Prospect ist eine monatlich erscheinende, britische Publikumszeitschrift, die sich mit innen-, europa- und außenpolitischen, gesellschaftlichen, kulturellen, naturwissenschaftlichen, historischen, philosophischen und psychologischen Themen befasst. Sie wurde 1995 vom früheren Deutschland-Korrespondenten der Financial Times David Goodhart gegründet, welcher sich 2010 aus der Zeitung zurückzog.
Die Textformate reichen vom analytischen Essay über die Reportage bis zur Miszelle. Eine Besonderheit sind kontroverse „Roundtable“-Debatten zwischen je zwei Autoren (darunter beispielsweise Orhan Pamuk, Paul Wolfowitz oder Craig Venter). Prospect engagiert sich auch für eine Renaissance der Short Story, indem es in jeder Ausgabe eine Kurzgeschichte abdruckt und seit 2005 gemeinsam mit BBC Radio 4 den britischen National Short Story Award unterstützt.
Bekannte Prospect-Autoren sind A. C. Grayling, Gordon Brown, Wesley Clark, Timothy Garton Ash, Michael Lind, Michael Ignatieff, Francis Fukuyama, John Keegan, Margaret Atwood und J. M. Coetzee.

## Politischer Standort
Prospect legt sich nicht auf eine „Linie“ zu bestimmten politischen Themen fest. Es gilt als linksliberal und proeuropäisch und hinterfragt gern volkstümliche Weisheiten („popular wisdom“).

## Veröffentlichungen
- David Goodhart (Hrsg.): Thinking Allowed: The Best of Prospect, 1995–2005. Atlantic Books, London 2005, ISBN 978-1-84354-481-4